# Епархия Гуаранды
Епархия Гуаранды (лат. Dioecesis Guarandensis) — епархия Римско-католической церкви с центром в городе Гуаранда в Эквадоре.

## Территория
Епархия включает в себя территорию провинции Боливар в Эквадоре. Входит в состав митрополии Кито. Кафедральный собор Святого Петра находится в городе Гуаранда. Территория диоцеза разделена на 30 приходов. В епархии служат 30 священников (26 приходских и 4 монашествующих), 8 монахов, 65 монахинь.

## История
Епархия Гуаранды была создана 29 декабря 1957 года на части епархии Риобамбы буллой «Кто следует» (лат. Qui iuxta) римского папы Пия XII. Первоначально диоцез входил в состав митрополии Куэнки.
11 сентября 1961 года буллой «Досточтимые братья» (лат. Venerabilis Fratris) римского папы Иоанна XXIII включил епархию в состав митрополии Кито.

## Ординарии
- Хильберто Тапия  (10.12.1957 — 1958);
- Кандидо Рада-Сеносиайн, S.D.B. (31.3.1960 — 24.5.1980);
- Рауль-Ольгер Лопес-Майорга (24.5.1980 — 18.6.1990, назначен епископом Латакунги);
- Мигель-Анхель Агилар-Миранда (11.4.1991 — 14.2.2004, назначен военным ординарием Эквадором);
- Анхель-Полибио Санчес-Лоайса (25.11.2004 — 20.7.2013, назначен епископом Мачалы);
  - Маркос Аурельо Перес Кайседо (14.09.2013 — 24.06.2014 — апостольский администратор);
- Скипер Бладимир Янес-Кальваки (24.6.2014 — 27.03.2018, назначен епископом Бабаойо);
- Эрменхильдо Хосе Торрес Асанса (4.10.2018 — по настоящее время).